# Квітчанське лісництво
Квітча́нське лісництво — структурний підрозділ Корсунь-Шевченківського лісового господарства Черкаського обласного управління лісового та мисливського господарства.
Офіс знаходиться у c. Квітки, Корсунь-Шевченківський район, Черкаська область.

## Лісовий фонд
Лісництво охоплює ліси Корсунь-Шевченківського району.

## Об'єкти природно-заповідного фонду
У віданні лісництва перебувають об'єкти природно-заповідного фонду:
- ботанічний заказник місцевого значення Підсніжник,
- гідрологічний заказник місцевого значення Казберова криниця,
- заповідне урочище місцеіого значення Наливайкове.